# ألفريد نورث وايتهيد
ألفريد نورث وايتهيد (بالإنجليزية: Alfred North Whitehead)، الحاصل على وسام ميريت وزمالة الجمعية الملكية وزمالة الأكاديمية البريطانية (15 فبراير 1861-30 ديسمبر 1947)، هو فيلسوف وعالم رياضيات إنجليزي. يُعرف وايتهيد بشدة لكونه الشخصية الأساسية في المدرسة الفلسفية المعروفة باسم «فلسفة الصيرورة»، والتي وجدت طريقها، في الوقت الحالي، للتطبيق في مجالات عدة بما في ذلك الإيكولوجي (علم البيئة) واللاهوت والتربية والفيزياء والبيولوجيا والاقتصاد والسيكولوجيا ومجالات علمية أخرى.
في بدايات مسيرته المهنية كتب وايتهيد بشكل أساسي في الرياضيات والمنطق والفيزياء. لعل أهم عمل له في تلك المجالات العلمية هو كتابه ذو المجلدات الثلاث برينسيبا ماثماتيكا (مبادئ الرياضيات)، والذي كتبه مع طالبه السابق برتراند راسل. يُعد كتابه أحد أهم الأعمال في المنطق الرياضي في القرن العشرين، إذ احتل المرتبة الثالثة والعشرين في قائمة أفضل مئة كتاب غير أدبي مكتوب باللغة الإنجليزية التي أصدرتها المكتبة الحديثة.
بدايةً من نهايات العقد الأول من القرن الماضي وبدايات العشرينيات، حوّل وايتهيد انتباهه من الرياضيات إلى فلسفة العلم، وفي نهاية المطاف إلى الميتافيزيقيا. طور وايتهيد نظامًا ميتافيزيقيًا شاملًا يحيد بصورة جذرية عن الفلسفة الغربية. حاجج وايتهيد أن الواقع يتألف من صيرورات بدلًا من مجموعة من الأجسام المادية، وتُحدد تلك الصيرورات بأفضل صورة من خلال علاقاتها مع صيرورات أخرى، وبهذا رفض النظرية القائلة إن الواقع يُبنى بصورة أساسية من أجزاء من المادة الموجودة بمعزل عن بعضها البعض. تُعتبر أعمال وايتهيد الفلسفية، حاليًا، لا سيما كتابه «الصيرورة والواقع» النصوص المؤسسة لفلسفة الصيرورة.
تحاجج فلسفة وايتهيد في الصيرورة أن هناك ضرورة في رؤية العالم بصفته شبكةً من الصيرورات المترابطة وفيها نكون نحن أجزاءً متكاملة، ولهذا فإن كل خياراتنا وأفعالنا لها عواقب على العالم المحيط بنا. لهذا السبب، كانت أكثر تطبيقات فكر وايتهيد تبشيرًا، في السنوات الأخيرة، في مجال الحضارة البيئية والأخلاق البيئية التي كان رائدها جون بي. كوب.

## حياته

### الطفولة والتعليم
وُلد ألفريد نورث وايتهيد في رامسغيت، كينت في إنجلترا عام 1861. كان والده، ألفريد وايتهيد، كاهن ومدير أكاديمية شاثام هاوس وهي مدرسة للبنين أسسها توماس وايتهيد جد ألفريد نورث. أشار وايتهيد بنفسه إليهما بصفتهما معلمين عظيمين، إلا أن جده كان رجلًا مميزًا جدًا. والدة وايتهيد هي ماريا سارة وايتهيد، واسمها قبل الزواج ماريا سارة بَكماستر. لم يكن وايتهيد على ما يبدو قريبًا من أمه إذ لم يأتِ على ذكرها في أي من كتاباته، وهناك دليل على ذلك بأن زوجة وايتهيد، إيفلين، كان لها رأي سيئ بخصوص أمه.
درس وايتهيد في مدرسة سيربورن في دورست وهي إحدى أفضل المدارس العامة في البلاد. وُصفت طفولته بأنها غارقة في الاهتمامات، ولكن عندما كان في المدرسة تميز في الرياضات والرياضيات وكان يحصل على المركز الأول على صفه.
في عام 1880، بدأ وايتهيد بارتياد كلية الثالوث في كامبريدج ودرس هناك الرياضيات. كان مشرفه الأكاديمي هناك إدوارد روث. حصل على الباكلوريوس من الثالوث عام 1884 وتخرج بصفته الرانغلر الرابع (الشخص الذي يحصل على المراتب الأولى في تخصص الرياضيات في جامعة كامبريدج).

### المسيرة المهنية
بعد انتخابه زميلًا في كلية الثالوث عام 1884، درّس وكتب في الرياضيات والفيزياء في الكلية حتى عام 1910، ممضيًا العقد الأخير من القرن التاسع عشر يكتب أطروحته عن الجبر الشامل، والعقد الأول بالتعاون مع طالبه السابق برتراند رسل في كتابة المجلد الأول من مبادئ الرياضيات. كان وايتهيد أحد حواريي كامبريدج.
في عام 1890، تزوج وايتهيد بإيفلين ويد وهي امرأة أيرلندية ترعرعت في فرنسا وأنجبا ابنة هي جيسي وايتهيد وابنين هما توماس نورث وايتهيد وإيريك وايتهيد. توفي إيريك وايتهيد في القتال أثناء تأدية خدمته في الفيلق الجوي الملكي خلال الحرب العالمية الأولى. أصبح هنري وايتهيد أخو ألفريد أسقف مدراس، وكتب التقرير الإثنوغرافي المعروف «قرية الآلهة في جنوب الهند» والذي ما يزال ذا قيمة حتى الآن.
في عام 1910، استقال وايتهيد من منصب كبير المحاضرين في قسم الرياضيات في الثالوث وانتقل إلى لندن دون أن يُدبر عملًا في المقام الأول. بعد أن أمضى سنةً كاملة دون عمل، قبل وايتهيد منصب محاضر في الرياضيات التطبيقية والميكانيك في كلية جامعة لندن، ولكنه ترك المنصب بعد عام ليتسلم كرسي غولدسميد في الرياضيات التطبيقية والميكانيك، المنصب الذي كان يأمل أن يؤخذ بعين الاعتبار منذ زمن.
في عام 1914، قبل وايتهيد منصب بروفيسور الرياضيات التطبيقية في كلية لندن الإمبراطورية المفتتحة حديثًا، وفيها عُين صديقه القديم أندرو فورسيث بروفيسورًا رئيسًا في قسم الرياضيات.
في عام 1918، بدأت مسؤوليات وايتهيد الأكاديمية بالتوسع بشكل كبير عندما قبل عدة مناصب إدارية عليا داخل نظام جامعة لندن حيث كانت لندن الإمبراطورية قسمًا من ذلك النظام. انتُخب عميدًا لكلية العلوم في جامعة لندن في أواخر عام 1918 (بقي في هذا المنصب لأربع سنوات)، وعضوًا في مجلس جامعة لندن عام 1919، ورئيس المجلس الأكاديمي (القيادة) وهو منصب شغله حتى رحيله إلى أمريكا عام 1924. تمكن وايتهيد من استخدام نفوذه الجديد للضغط من أجل افتتاح قسم جديد في تاريخ العلوم، وأسس لدرجة بكالوريوس في العلوم (كانت الجامعة تمنح سابقًا درجة في بكالوريوس الفنون فقط)، وأتاح ارتياد الكلية لعدد أكبر من الطلاب الأقل ثراءً.
حتى نهاية فترة وجوده في إنجلترا، حول وايتهيد تركيزه إلى الفلسفة. رغم عدم خوضه في أي تدريب سابق في الفلسفة، أصبحت أعماله الفلسفية اللاحقة ذات اعتبار كبير. بعد ما نشر كتابه «مفهوم الطبيعة» عام 1920، شغل منصب رئيس الجمعية الأرسطية بين عامي 1922 و1923.

### الانتقال إلى الولايات المتحدة عام 1924
في عام 1924، دعا هنري أوزبورن تايلور وايتهيد ذا الثلاثة والستين عامًا لينضم إلى الكلية في جامعة هارفرد بمنصب بروفيسور الفلسفة.
خلال ذلك الوقت في هارفرد، أنتج وايتهيد أكثر مساهماته الفلسفية أهميةً. في عام 1925، كتب كتابه «العلم والعالم الحديث» والذي أشيد به مباشرةً بصفته بديلًا عن الازدواجية الديكارتية التي أصابت العلم الشعبي. نُشرت المحاضرات بين عامي 1927 و1928 في كتاب بعنوان «الصيرورة والواقع» والذي قورن بكتاب إيمانويل كانط «نقد العقل الخالص».
أمضى آل وايتهيد بقية حياتهم في الولايات المتحدة. تقاعد ألفريد نورث وايتهيد من هارفرد عام 1937 وبقي في كامبريدج، ماساتشوستس، حتى وفاته في الثلاثين من ديسمبر عام 1947.
تُعد سيرة وايتهيد التي كتبها فيكتور لو والواقعة في مجلدين أفضل عرض لحياة وايتهيد. ومع ذلك، بقيت تفاصيل كثيرة من حياة وايتهيد غامضةً لأنه لم يترك أي أرشيف شخصي، وامتثلت عائلته لوصيته بأن أتلفت أوراقه بعد موته. إضافةً لذلك، عُرف عن وايتهيد إيمانه شبه المتعصب بالحق في الخصوصية وبأنه كتب رسائل قليلة جدًا تساعد في الحصول على إضاءات عن حياته. كتب لو في مقدمته: «لا يوجد أي كاتب سيرة محترف يفكر بعقل سليم بأن يلمس وايتهيد».
يعمل حاليًا مشروع وايتهيد البحثي في مركز دراسات الصيرورة بقيادة المحرر التنفيذي بريان غي. هينينغ والمحرر العام جورج آر. لوكاس الابن على إصدار نقدي حول أعمال وايتهيد المنشورة وغير المنشورة. نُشر المجلد الأول من «إصدار إدنبرة النقدي للأعمال الكاملة لألفريد نورث وايتهيد» عام 2017 عن طريق بول إيه. بوغارد وجاسون بيل بعنوان «محاضرات ألفريد نورث وايتهيد في هارفرد 1924-1925: الافتراضات الفلسفية المسبقة للعلم».

## روابط خارجية
- ألفريد نورث وايتهيد على موقع الموسوعة البريطانية (الإنجليزية)
- ألفريد نورث وايتهيد على موقع إن إن دي بي (الإنجليزية)